# Lena Khalaf Tuffaha
Lena Khalaf Tuffaha es una poetisa, ensayista y traductora estadounidense de origen palestino.

## Biografía
Khalaf Tuffaha nació en Seattle, pero se crio entre Jordania y Arabia Saudí. Tiene una licenciatura en Literatura Comparada por la Universidad de Washington y una maestría en Bellas Artes del Rainier Writing Workshop de la Pacific Lutheran University. Actualmente vive en Redmond, Washington.
Es cofundadora del Institute for Middle East Understanding y autora de cinco obras de poesía: Letters from the Interior (Diode Editions); Water & Salt (Red Hen Press), ganadora del premio Washington State Book Award de 2018; Arab in Newsland (Two Sylvias Press), ganadora del premio Two Sylvias Press Prize de 2016; Kaan and Her Sisters (Trio House Press, julio de 2023), finalista del premio Firecracker Award de 2024; y Something About Living, ganadora del Premio Nacional de Poesía de 2024 y del Premio Akron de Poesía de 2022.
Khalaf Tuffaha recibió una beca del Washington State Artist Trust en 2019. Sus obras han aparecido o aparecerán próximamente en Barrow Street, Hayden's Ferry Review, Michigan Quarterly Review, New England Review, TriQuarterly y en la serie Poem-a-Day de la Academy of American Poets.
También ha trabajado como portavoz de la sección de Seattle del Comité Árabe-Estadounidense contra la Discriminación.

## Obras
- Letters from the Interior. Diode Editions. 2019. ISBN 978-1939728333
- Water & Salt. Red Hen Press. 2017. ISBN 978-1597090292
- Arab in Newsland. Two Sylvias Press. 2017.ISBN 978-0998631493
- Kaan and Her Sisters. Trio House Press. 2023.ISBN 978-1949487145
- Something About Living. University of Akron Press. 2024. ISBN 978-1629222738